# Виртанен, Арттури Илмари
Арттури Илмари Ви́ртанен (фин. Artturi Ilmari Virtanen; IPA: МФА: [ˈɑrtːuri ˈilmɑri ˈʋirtɑnen]о файле; 15 января 1895, Гельсингфорс — 11 ноября 1973, там же) — финский биохимик; лауреат Нобелевской премии, наиболее известный финский химик XX века.

## Биография

### Ранние годы
Арттури Виртанен родился в Гельсингфорсе, в очень небогатой семье машиниста на железной дороге Каарло Виртанена и его супруги Серафины Исотало. У родителей Арттури было семеро детей, но четверо из них умерло в детстве (как позже считал Арттури — из-за недостатка витамина А, связанного с покупкой более дешёвого обезжиренного молока). Вскоре после рождения Арттури семья переехала в Выборг.
Во время учёбы в выборгской школе Виртанен очень много читал (известно, что он был одним из самых усердных читателей городской библиотеки), кроме того, он был страстно увлечён ботаникой (в его гербарии было около семисот растений).

### Учёба в университете
В 1913 году Виртанен поступил на физико-математический факультет хельсинкского Императорского Александровского университета. Он изучал почти все предметы, которые преподавали на факультете, но больше всего его увлекла химия. По словам самого Виртанена, «каким-то образом химия притягивала меня, и у меня было такое чувство, что это та самая наука, которая совершенно необходима, а все [остальные] естественные науки получат верный нюанс только тогда, когда будут соединены с химией».
В 1916 году Виртанен окончил Александровский университет, в течение 1917 года работал в Центральной промышленной лаборатории в Хельсинки, а затем вернулся в университет для подготовки докторской диссертации, которая была посвящена строению пинабиетиновой кислоты.
Диссертацию Виртанен защитил в 1919 году, после чего продолжил образование в области физической химии в Цюрихе (1920) и бактериологии — в Стокгольме (1921).

### Карьера
С 1919 года работал лаборантом в лаборатории финской сыроваренной ассоциации «Валио», а в 1921 году стал директором лаборатории. В 1931 году Виртанен был назначен директором Биохимического научно-исследовательского института в Хельсинки и одновременно стал профессором биохимии Финского технологического института.
В 1948 году стал президентом Государственной академии наук и искусств Финляндии.
Член Папской академии наук (1955), иностранный член Национальной академии наук США (1969).

### Семья
В 1920 году Виртанен женился на Лилии Мойзио. У супругов родились двое сыновей.

## Основные работы
Основные работы Виртанена связаны с изучением биохимических процессов производства и хранения кормов для скота. Он также изучал процессы фиксирования атмосферного азота растениями. Экспериментальным путём Виртанен доказал, что ухудшение качества силоса может быть в значительной степени замедлено или вовсе прекращено, если добавить в корм соляную и серную кислоты. Этот метод, названный АИВ-методом по инициалам ученого, был применён во многих европейских странах и — в несколько измененном виде — в США. В 1940-е годы в его лаборатории в Хельсинкском университете проводилась работа по изучению биохимии более сложных растений, которая привела к выделению многих аминокислот и уточнению их химической структуры.

## Нобелевская премия
Виртанен — лауреат Нобелевской премии по химии (1945) «за исследования и достижения в области сельского хозяйства и химии питательных веществ, особенно за метод консервации кормов».

## Память

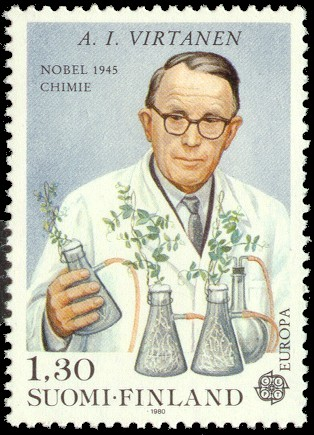
Почтовая марка Финляндии 1980 года, посвящённая Арттури Илмари

- Виртанен был очень плодовитым учёным, число его научных публикаций превысило цифру 1300. Среди его учеников сорок четыре человека защитили докторские диссертации.
- В честь Виртанена назван созданный в 1995 году Институт молекулярных исследований Университета Куопио (фин. Kuopion yliopisto)[3].
- В Финляндии была выпущена почтовая марка, посвященная Виртанену.
- В честь Виртанена в 1979 г. назван кратер на обратной стороне Луны.